# Warcraft III: Reign of Chaos
Warcraft III: Reign of Chaos – komputerowa strategiczna gra czasu rzeczywistego wydana w 2002 roku przez Blizzard Entertainment, będąca trzecią częścią cyklu Warcraft po Warcraft: Orcs & Humans i Warcraft II: Tides of Darkness. Akcja gry rozgrywa się kilka lat po wydarzeniach z poprzedniej części w fantastycznym świecie Azeroth zamieszkiwanym przez takie istoty, jak elfy, orkowie oraz ludzie. Tłem fabuły jest walka tych ras przeciwko inwazji Płonącego Legionu wspieranego przez armię nieumarłych. W roku 2003 wydany został dodatek do gry zatytułowany Warcraft III: The Frozen Throne, a w roku 2004 gra MMORPG osadzona w świecie Azeroth – World of Warcraft.
Podobnie jak w innych grach z gatunku RTS w Warcraft III gracze zbierają surowce, trenują jednostki do walki i budują swoją bazę, aby osiągnąć ustalony cel lub pokonać przeciwnika. Dostępne frakcje to ludzie i orkowie znani z poprzednich części oraz pojawiający się po raz pierwszy nieumarli i nocne elfy. Fabuła gry przedstawiona jest za pomocą czterech kolejnych kampanii. Możliwe jest rozgrywanie meczów z przeciwnikiem komputerowym lub innym graczem przez internet za pośrednictwem platformy Battle.net.
W 2018 roku na imprezie BlizzCon organizowanej przez Blizzard Entertainment została zapowiedziana odnowiona wersja gry Warcraft III. Warcraft III: Reforged, wzbogacający grę o odświeżoną grafikę i nowe modele postaci, ukazał się 28 stycznia 2020 roku.

## Fabuła

### Świat gry i bohaterowie
Akcja Warcrafta III toczy się w fikcyjnym świecie Azeroth. Kilka lat przed wydarzeniami z gry rasa orków, będąca pod wpływem armii demonów zwanej Płonącym Legionem, przedostała się przez portal i zaatakowała Azeroth. Konflikt stanowił tło historii poprzednich części serii: Orcs & Humans, Tides of Darkness i Beyond the Dark Portal. Po wielu latach walk orkowie zostali pokonani przez przymierze ludzi, krasnoludów i elfów, a ci, którzy przeżyli zostali umieszczeni w obozach. W krainie nastał okres pokoju, jednak przymierze powoli zaczęło się rozpadać.
Gra przedstawia historię trzech bohaterów. Pierwszy z nich to młody paladyn i następca tronu królestwa ludzi, Arthas Menethil, który z czasem dołącza do mrocznej rasy nieumarłych. Drugi to wódz orków zwany Thrallem. Uwalnia on swój lud i sprowadza go do krainy Kalimdoru, przeczuwając zbliżający się upadek królestwa ludzi – Lordaeronu. Ostatnią postacią jest Tyrande Whisperwind – przywódczyni nocnych elfów, która musi poradzić sobie zarówno z przybyciem ludzi i orków do jej ojczystej krainy, jak i z inwazją sił demonów.

### Streszczenie
Od zakończenia poprzedniej wojny minęło 15 lat. Horda została pokonana, a Przymierze po długim czasie zaznało pokoju. Orkowie jednak przetrwali w ukryciu. Młody wódz Thrall miał wizję, w której widział nadchodzący „ogień”. Nasłał ją Prorok, który nakazał mu podróż na zachód, do legendarnych krain Kalimdoru. Thrall uwalnia swojego przyjaciela Groma Hellscreama i wyrusza na zachód do Kalimdoru.
Prorok przybywa na naradę w sprawie tajemniczej plagi, która dotknęła krainy północy. Przynosi on ostrzeżenie o nadchodzącym końcu ludzkości i konieczności wędrówki do Kalimdoru. Zostaje jednak zlekceważony. W tym samym czasie książę Arthas, paladyn, syn króla Terenasa, spotyka się z Utherem. Przynosi wieści o planowanym ataku orków na bezbronne miasto. Uther powierza obronę miasta Arthasowi, który odpiera atak, lecz kilku mieszkańców miasteczka zostaje pojmanych i złożonych w ofierze. Wkrótce książę dołącza do przyjaciółki Jainy Proudmoore i wędruje do krain północy, gdzie spotyka nieumarłych. Nekromanta Kel’Thuzad przyznaje się do wywołania plagi. Wkrótce ginie z rąk Arthasa. Plaga atakuje mieszkańców Lordaeronu, zamieniając ich w zombie. Młody paladyn dokonuje czystki w mieście Stratholme, by upiorny władca Mal Ganis nie przejął kontroli nad jego mieszkańcami. Uther i Jaina są zszokowani decyzją Arthasa i odwracają się od niego. Po rzezi Arthas wyrusza do Northrend, gdzie Mal Ganis obiecał mu spotkanie. Na miejscu spotyka Muradina, króla gór, który wyruszył na ekspedycję, aby zbadać legendę o Ostrzu Mrozu. Arthas z pomocą najemników podpala własne okręty, aby jego ludzie nie opuścili Northrend, nim zemści się na Mal Ganisie. W końcu zdobywa Ostrze Mrozu – kosztem życia Muradina – a następnie zabija Mal Ganisa. Po powrocie do domu morduje ojca, co wywołuje chaos w Lordaeronie.
Arthas, pozbawiony człowieczeństwa przez Ostrze Mrozu, spotyka się z kolejnym Upiornym Władcą, Tichondriusem. Ten nakazuje mu zdobyć specjalną urnę, by przechować w niej szczątki Kel’Thuzada. Arthas zabija Uthera broniącego urny. Następnie wyrusza do krain elfów, by wskrzesić nekromantę. Dowodząca wojskami elfów Sylvanas Windrunner ginie, miasto Silvermoon zostaje spustoszone, a Kel’Thuzad wraca pod postacią lisza. Wyjaśnia on prawdziwy powód przybycia nieumarłych do Azeroth. Mówi, że plaga jest przygotowaniem do przybycia na ziemię demonów z Płonącego Legionu, na czele z ich panem Archimondem. Po bitwie z czarodziejami w Dalaranie Kel’Thuzadowi udaje się przyzwać Archimonde’a. Dalaran legnie w gruzach, a kraina ludzi zostaje skazana na zniszczenie.
W tym samym czasie na brzegi Kalimdoru przybywają orkowie. W czasie podróży Thrall napotyka na centaurów, którzy okazują się wrogo nastawieni do przybyszów. Po walce, Thrall spotyka starego Wodza Taurenów, Cairne’a. Ten mówi młodemu przywódcy o wyroczni, która może pomóc orkom odnaleźć ich przeznaczenie. Prosi też o pomoc w ochronie konwoju, który wędruje do spokojniejszych krain, w których taureni będą mogli żyć z dala od wrogów. Thrall spotyka Groma, walczącego z ludźmi, którzy również przybyli do Kalimdoru. Wódz orków nie chce prowokować ludzkiej ekspedycji i przestrzega Groma przed zaatakowaniem ich. Ten jednak postępuje na przekór. Wkrótce potem wodzowie rozdzielają się. Thrall wędruje wraz z Cairnem do wyroczni, a Grom buduje bazę na obrzeżach lasu. Okazuje się, że las ten jest pod opieką Nocnych Elfów. Elfy uznały niszczenie lasów Ashenvale za świętokradztwo i zaatakowały orków. Do krainy przybywa Mannoroth, który chce odnowić przymierze krwi zawarte niegdyś z orkami. Orkowie na czele z Gromem, wypijają splugawioną krwią demona wodę ze źródła, ulegając spaczeniu. Zabijają Cenariusa, ułatwiając inwazję Płonącemu Legionowi.
Thrall dostaje się do wyroczni. Na miejscu spotyka Jainę, przywódczynię ekspedycji ludzi, która także szuka tu porady. Wyrocznią okazuje się być kruczy Prorok. Twierdzi on, że ich przeznaczeniem jest połączyć siły i pokonać Legion.
Zjednoczone siły ludzi i orków przybywają pod lasy Ashenvale. Thrall dowiaduje się o szaleństwie Groma i postanawia mu pomóc. Zaklina jego duszę w krysztale i po oczyszczeniu, Grom wraca do swojej postaci. Po tym wszystkim, obaj przywódcy orków postanawiają raz na zawsze uwolnić się spod władzy demonów. Mannoroth ginie zabity przez Groma, który sam umiera. Orkowie zostają wyzwoleni spod władzy Mannorotha.
Tyrande, kapłanka księżyca, z niepokojem obserwuje pochód Przymierza i Hordy przez święte lasy. Zostaje zaatakowana przez demony Płonącego Legionu i spotyka Archimonde’a, ale wymyka się mu. Podejmuje decyzję o obudzeniu druidów. Z pomocą rogu Cenariusa, budzi swojego kochanka, Furiona. Uciekając wspólnie przed plagą niszczącą las, budzą też Druidów Pazurów. Gdy udają się obudzić druidów szponów, dochodzi do małej sprzeczki między Furionem a Tyrande, wskutek czego rozdzielają się. Tyrande postanawia uwolnić brata Furiona, Łowcę Demonów Illidana, uwięzionego od ponad 10 tysięcy lat. Furionowi mimo problemów ostatecznie udaje się przebudzić druidów i zdobyć pomoc.
Uwolniony Illidan napotyka na Arthasa. Rycerz prosi go o zniszczenie artefaktu, który miał odpowiadać za splugawienie lasu. Illidan spełnia jego prośbę i zyskuje demoniczne moce, dzięki którym zabija Tichondriusa.
Prorok Medivh organizuje spotkanie trzech zwaśnionych ras. Przedstawia swój prawdziwy cel. Wkrótce potem zjednoczone siły ludzi, orków i nocnych elfów pokonują Płonący Legion. Lord Archimonde wpada w zastawioną przez Furiona pułapkę na górze Hyjal i zostaje przepędzony.

## Rozgrywka
Podstawowym celem rozgrywki jest założenie bazy w celu rozpoczęcia wydobycia surowców, jej obrona przed przeciwnikiem i szkolenie jednostek, których zadaniem jest zwalczanie nieprzyjaciół. W grze występują trzy surowce, którymi należy zarządzać: złoto, drewno i żywność. Dwa pierwsze wykorzystywane są do konstruowania budowli i jednostek, a trzeci określa maksymalną wielkość armii. Ponadto system kosztów utrzymania powoduje, że po przekroczeniu pewnego rozmiaru armii dochód złota zmniejsza się, co skłania graczy do operowania ograniczoną liczbą jednostek, aby uniknąć tej kary. Misje kampanii w Warcraft III odbywają w lokacjach różniących się krajobrazem i wielkością, w których można natrafić na rzeki, góry, lasy i morza. Na początku rozgrywki gracz nie widzi całej mapy i musi odkryć większość terenu za pomocą jednostek. Tereny poza zasięgiem wzroku sprzymierzonych jednostek są zasłonięte przez mgłę wojny, co oznacza, że ukształtowanie tych terenów jest widoczne, ale ruchy wrogich wojsk już nie.
Gra wyświetla jednostki, budynki i teren z perspektywy klasycznego widoku z góry pod kątem. Na dole ekranu gry znajduje się interfejs, na którym można zobaczyć minimapę, informacje o aktualnie wybranych jednostkach i możliwych akcjach dla wybranej jednostki lub budynku. Jeżeli zostanie wybrane wiele jednostek, gra automatycznie pogrupuje je według typu, dzięki czemu wszystkie jednostki tego samego rodzaju mogą jednocześnie otrzymywać specjalne polecenia (na przykład korzystać ze zdolności). Wąski pasek na górze wyświetla obecną porę dnia, liczbę posiadanych surowców i koszty utrzymania. W lewym górnym rogu widoczne są portrety bohaterów, co ułatwia szybki dostęp do nich. Jeżeli jacyś robotnicy nie mają żadnych zadań do wykonania, odpowiednia ikona pojawi się w lewym dolnym rogu.
Do gry wprowadzono również stworzenia, które są wrogo nastawione do każdej frakcji i od początku każdej rozgrywki pilnują określonego miejsca. Ich zadaniem jest strzeżenie neutralnych budynków i kopalni, a gracz, który je zabije otrzymuje pewną ilość złota, doświadczenia i przedmiot, w który może wyposażyć swojego bohatera. Warcraft III wprowadził również cykl dnia i nocy. Nocą neutralne jednostki zapadają w sen, a zasięg widzenia graczy jest ograniczony. Dodatkowo, w ciągu nocy niektóre jednostki Nocnych elfów mogą stać się niewidzialne jeśli staną w miejscu. Część zmian wprowadzono z powodu przejścia środowiska gry w trójwymiar. Na przykład jednostki na klifach zadają większe obrażenia gdy atakują jednostki na niższych poziomach.
W Warcraft III pojawiają się nowe, potężne jednostki zwane bohaterami. Każdy zabity przeciwnik zapewnia bohaterowi punkty doświadczenia potrzebne do zdobywania poziomów, które czynią go jeszcze silniejszym. Niektórzy bohaterowie potrafią rzucać zaklęcia lub wzmacniać pobliskich sojuszników. Każdy bohater może zbierać przedmioty, które wzmacniają jego zdolności. Na poziomie szóstym bohaterowie otrzymują specjalną, silniejszą od pozostałych, umiejętność. Bohater ma możliwość kupowania przedmiotów w sklepach, a jego obecność może odwrócić losy bitwy.
Warcraft III udostępnia cztery grywalne frakcje: Przymierze Ludzi – koalicję ludzi, krasnoludów i wysokich elfów, Hordę Orków – złożoną z orków, trolli i inspirowanych minotaurami taurenów, nocne elfy oraz nieumarłych. Dwie ostatnie frakcje są nowością w serii, podczas gdy dwie poprzednie pojawiały się we wcześniejszych odsłonach. Podobnie jak w grze StarCraft każda rasa dysponuje własnym zestawem jednostek, budowli, technologii i strategiami.
Tryb kampanii jest podzielony na cztery części i w każdej z nich gracz kontroluje jedną z frakcji. Każda z kampanii dzieli się na rozdziały i jest rozgrywana w określonej kolejności, ponieważ wydarzenia następnych kampanii są fabularną kontynuacją poprzednich. Przed rozegraniem głównych kampanii dostępny jest prolog, który stanowi też formę samouczka. Część fabuły jest pokazana w formie renderowanych filmów, ale większość historii przedstawiają scenki na silniku gry. Cele, czyli zadania są odkrywane wraz z docieraniem do kolejnych części poziomu. Do ukończenia poziomu potrzebne jest wykonanie wszystkich jego zadań głównych, ale dostępne są też zadania poboczne, które niekiedy ułatwiają wykonanie głównego celu. W każdej kampanii gracz ma dostęp do określonych bohaterów, którzy w czasie walki zyskują lepsze umiejętności, dzięki czemu w kolejnych rozdziałach są coraz silniejsi.
Do gry w trybie multiplayer jest wymagane skorzystanie z platformy Battle.net. Gracze mogą za darmo zakładać na niej konta, a wybranie odpowiedniego regionu świata pozwala na ograniczenia opóźnień w rozgrywce przez internet. Warcraft III wprowadził system automatycznego tworzenia rozgrywek poprzez dobieranie graczy w pary, na podstawie ich wyników we wcześniejszych meczach, preferencji w kwestii wyboru map. Zapobiegało to oszustwom polegającym na umawianie się graczy na mecze w celu sztucznego zwiększania swoich statystyk. Jeżeli gracz chce rozegrać mecz rankingowy ze znajomym, to może skorzystać z „aranżowanych gier drużynowych”, w którym kilku graczy dołącza do poczekalni, a Battle.net wyszukuje inną drużynę. Celem gry wieloosobowej jest zawsze zniszczenie budowli przeciwnika. Od początku meczu obaj gracze wiedzą jak wygląda mapa, ale teren poza zasięgiem wzroku jednostek jest pokryty mgłą wojny. Warcraft III pozwala na nagrywanie rozgrywek i odtwarzanie ich w późniejszym czasie.
Gracze mogą także rozgrywać własne mecze, wykorzystując zarówno oryginalne mapy, jak i te stworzone w ich edytorze. Edytor map umożliwia stworzenie rozmaitych rodzajów rozgrywek, takich jak gry typu tower defense i multiplayer online battle arena, z których największą popularność zdobyła modyfikacja Defense of the Ancients. Gra oferuje także listy znajomych i kanały czatu do rozmów, w tym oficjalne oraz stworzone przez graczy. W Warcraft III gracze mogą łączyć się w klany, które mają dostęp do uczestnictwa w turniejach, ale pełnią też rolę rekreacyjną. Globalne rankingi gier tworzonych poprzez automatyczne dobieranie graczy są określane mianem „drabinki” (ang. ladder).

## Tworzenie

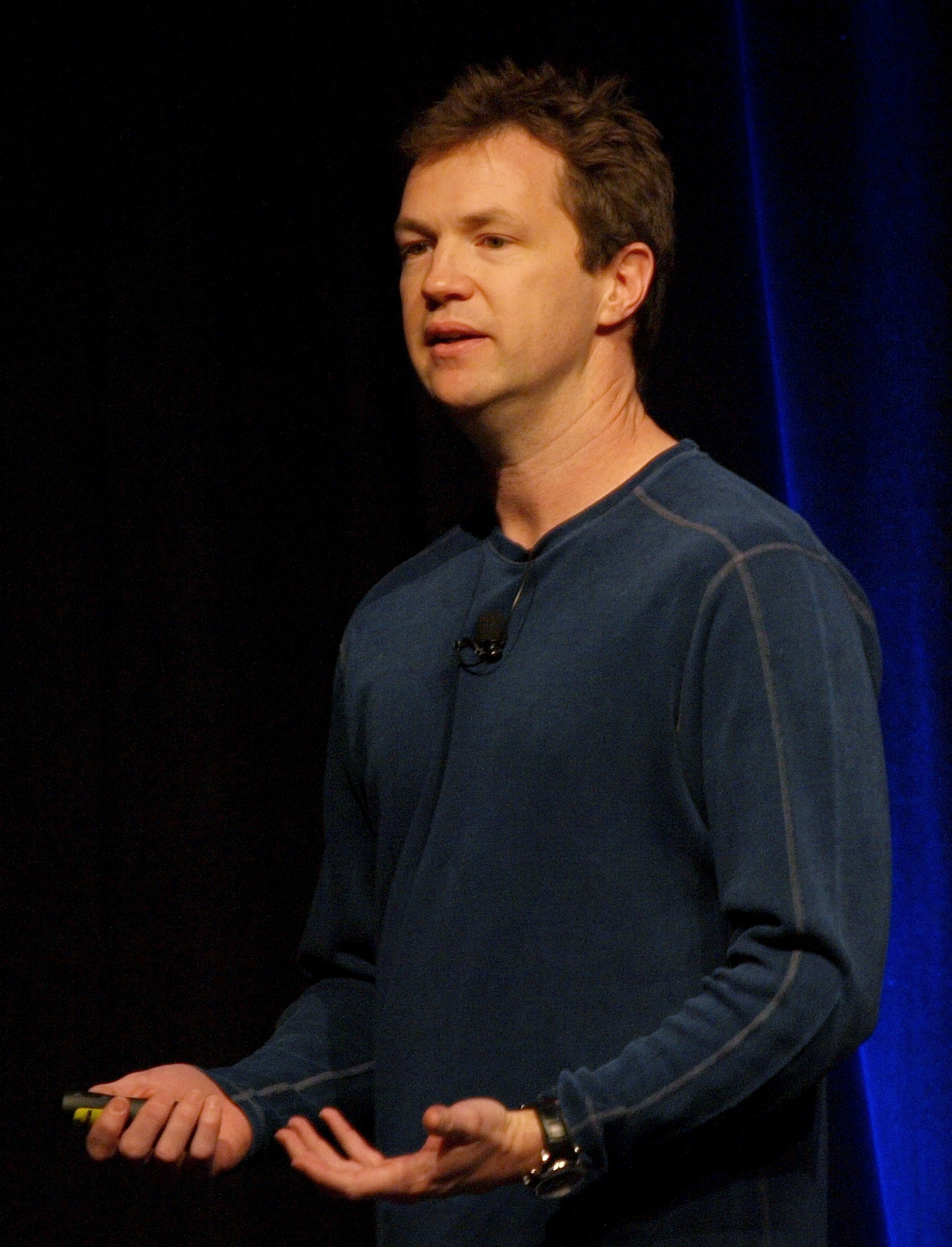
Rob Pardo, główny projektant gry

Po sukcesie Warcraft II: Tides of Darkness (1995) i Warcraft II: Beyond the Dark Portal (1996) Blizzard Entertainment planowało kontynuować historię Warcrafta tworząc przygodową grę point-and-click zatytułowaną Warcraft Adventures: Lord of the Clans. Gra miała opowiadać o przygodach Thralla począwszy od jego niewoli aż do zostania wodzem Hordy. Blizzard anulował jednak tę produkcję, ponieważ nie spełniała standardów firmy. Zamiast tego historię Thralla miała przedstawić gra Warcraft III, której tworzenie rozpoczęło się na początku 1998 roku. 5 września 1999 roku na konferencji prasowej projektanta gry Roba Pardo na European Computer Trade Show zapowiedziano ją jako strategię RPG.
Według Pardo, główny programista gry Mike O’Brien początkowo planował stworzyć grę strategiczną o tytule roboczym Warcraft Legends. Gracz miał w niej dowodzić tylko kilkoma jednostkami obserwując świat znad ramienia kontrolowanej postaci i nie budować bazy. Po roku prac porzucono jednak ten koncept, a to co udało się do tej pory stworzyć zaadaptowano na potrzeby Warcraft III. W rezultacie pierwsza wersja pokazana na targach ECTS miała skromny interfejs, ale znalazły się w niej już portrety bohaterów. Z pierwszych zapowiedzi wynikało, że projekt gry przypomina gry takie jak Myth albo Heroes of Might and Magic. We wczesnej fazie produkcji Blizzard koncentrował się na fabularnym aspekcie gry i lekceważył mechanikę tworzenia bazy. 24 stycznia 2000 roku w Internecie pojawiło się nagranie z Korei, na którym pokazane były niektóre elementy rozgrywki wraz z komentarzem Roba Pardo. W pokazanej wersji gry znajdowały się już niektóre elementy ostatecznego interfejsu, ikony zdolności i poleceń jednostek. Początkowo premierę planowano na koniec 2000 roku.
Na E3 2000 Blizzard Entertainment zaprezentował pierwszy zwiastun z fragmentami rozgrywki. Nagrania z rozgrywki z 2001 roku pokazywały już dopracowaną wersję interfejsu zaprezentowanego rok wcześniej. Wcześniej w listopadzie 2000  zapowiedziano plany pięciu grywalnych ras (razem z demonami), a gracze mieli pozyskiwać tylko jeden zasób do budowy. W styczniu 2001 roku Blizzard ogłosił Nocne Elfy ostatnią z dodanych ras i zamianę demonów w rasę kontrolowaną tylko przez komputer. Kolejne duże zmiany nadeszły między targami ECTS 2000 i E3 2001, gdy ujawniono nowy interfejs. Wersje gier z obu wystaw prezentowały modele postaci takie jak w końcowej wersji gry. W kwietniu 2001 roku Blizzard wciąż eksperymentował z zasobami, które mieli wykorzystywać gracze czego skutkiem były wersje gry, w których należało zbierać złoto, drewno, kamienie many i zasoby zależne od rasy, które w końcowej wersji przekształcono w żywność.
W styczniu 2002 roku Blizzard wysłał 5000 kopii wersji beta Warcraft III do losowo wybranych testerów, by uzyskać od nich pomoc przed planowaną premierą gry. Wersja beta zawierała wszystkie dostępne później jednostki i rasy, lecz można było w nią grać tylko za pośrednictwem Battle.net; tryb jednoosobowy i gra przez lokalną sieć były niedostępne w testowej wersji gry. Premiera Warcraft III w Stanach Zjednoczonych miała miejsce 3 lipca 2002 roku, a w Europie dwa dni później.

### Projekt artystyczny
Warcraft III jest pierwszą grą firmy Blizzard renderowaną w pełni z użyciem grafiki 3D. Inaczej niż w przypadku innych gier w tamtym czasie, dotyczyło to wszystkich elementów gry, włącznie z ekranem menu. Wszystkie postaci, łącznie z tymi należącymi do środowiska takimi jak owce, mają swoje trójwymiarowe animowane portrety. Misje nie mają typowej dla poprzednich odsłon odprawy, a zamiast nich historia opowiadana jest za pośrednictwem scen na silniku graficznym gry. Ponadto dla każdej kampanii został przygotowany renderowany film, pokazujący wydarzenia będące rezultatem kampanii. Według Samwisa Didiera, dyrektora artystycznego Blizzard, gdy firma tworzyła pierwszą grę z serii, próbowano osiągnąć wyższy poziom realizmu, uznając, że gracze wymagają takiej grafiki, przez co Warcraft: Orcs and Humans przypominało średniowieczną Europę. W drugiej części serii Blizzard pozwolił sobie na wprowadzenie kilku elementów klasycznego fantasy z Dungeons & Dragons i Władcy Pierścieni, by wzbogacić grę o nowe rasy takie jak elfy i ogry, lecz jednocześnie zachować realistyczny wygląd. Wskutek rozwoju silnej bazy fanów po sukcesie dwóch pierwszych odsłon zespół artystyczny stojący za Warcraft III podjął decyzję o zmianie kierunku artystycznego. Nowa gra różniła się od poprzednich, wykorzystując śmielsze i żywsze barwy oraz zmierzając w stronę komiksowego stylu. Didier zaadaptował postaci, które zaprojektował do Dungeons & Dragons, takie jak Uther Lightbringer i Illidan Stormrage, na potrzeby Warcraft III. Rozwój w kierunku grafiki typowej dla kreskówek kontynuowano tworząc World of Warcraft, które celowo wykorzystało mniej realistyczny wygląd, aby obniżyć wymagania sprzętowe gry, a przez to powiększyć potencjalną bazę graczy. Styl graficzny Warcraft III wpłynął w znaczący sposób na inne strategie czasu rzeczywistego w realiach high fantasy, które go naśladowały.

### Muzyka i dźwięki
Większość utworów muzycznych w Warcraft III skomponowali Tracy W. Bush, Derek Duke, Jason Hayes i Glenn Stafford. Limitowana edycja Reign of Chaos zawierała oddzielną płytę CD ze ścieżką dźwiękową z gry. Każdej z czterech grywalnych frakcji odpowiadają inne style muzyki: muzyka sakralna dla ludzi, ambient i melodie typowe dla rdzennych Amerykanów dla nocnych elfów, wojenne pieśni dla orków oraz gwałtowna i niepokojąca muzyka nieumarłych. Jednym ze znaków rozpoznawczych gier Blizzard Entertainment są zdania wypowiadane przez jednostki: jeśli na jedną z nich kliknie się cztery razy z rzędu to zacznie wypowiadać coraz bardziej komiczne zdania. Jednostka może rozzłościć się na gracza, lub zacząć robić aluzje i odnosić się przy tym do innych gier, filmów lub dowcipów. W polskiej wersji językowej przetłumaczone zostały zarówno napisy, jak i głosy w dialogach.

### Scenariusz

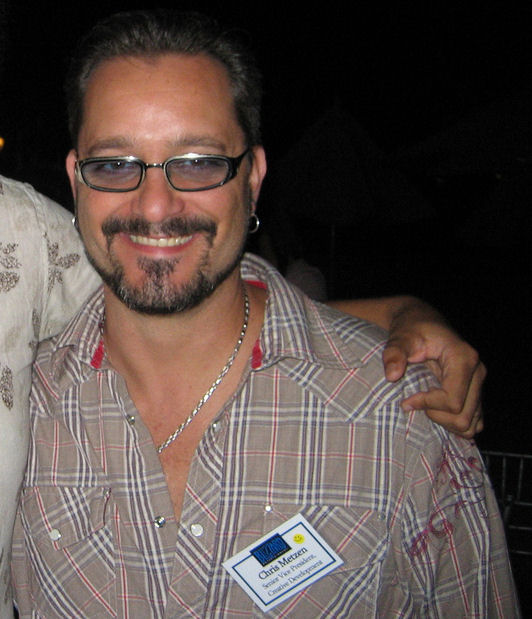
Chris Metzen, scenarzysta i dyrektor kreatywny

Większość misji w grze i tła fabularnego zostało napisane przez Chrisa Metzena, który podkładał też głos pod kwestie Thralla. Metzen brał udział w tworzeniu grafik do pierwszej odsłony serii i udzielał się w pisaniu opowieści do Warcraft II. Warcraft III był pierwszą grą Metzena, w której pełnił rolę dyrektora kreatywnego, którą kontynuował we wszystkich grach firmy Blizzard aż do przejścia na emeryturę w 2016 roku.

### Rozszerzenie
Natychmiast po wydaniu Warcraft III zaczęto planować rozszerzenie do gry, a prace nad nim rozpoczęły się w październiku 2002 roku. W styczniu 2003 roku Blizzard zapowiedział dodatek zatytułowany The Frozen Throne, w którym kontynuowano losy nocnych elfów, ludzi i nieumarłych po wydarzeniach z podstawowej wersji gry. Oprócz tego zaplanowano oddzielną kampanię dla orków oraz kilka innych zmian, takich jak dodanie kolejnego bohatera dla każdej frakcji, jak i pięciu neutralnych możliwych do wynajęcia przez każdego. Po publicznych testach gry, w których udział wzięło 20 tysięcy graczy, dodatek został wydany 1 lipca 2003 roku.

### Edycje specjalne
Po wydaniu Warcraft III udostępniono limitowaną edycję w czterech wersjach, z jednym z czterech obrazków na pudełku dla każdej z frakcji. W edycji kolekcjonerskiej oprócz samej gry znajdował się zestaw zawierający DVD z filmami z kampanii, grafikami koncepcyjnymi i komentarzem twórców gry; CD z utworami muzycznymi z gry, przewodnik po grze książkę z ilustracjami stworzonymi na różnych etapach produkcji gry. Blizzard wydał także Warcraft Battle Chest, zawierający podstawową grę, wraz z rozszerzeniem w jednym pudełku. Exclusive Gift Set to kolejna edycja gry, w której umieszczono płytę DVD z filmami, oficjalny poradnik strategiczny autorstwa BradyGames i Warcraft II: Battle.net Edition.

### Warcraft III: Reforged
Na konwencie BlizzCon 2 listopada 2018 roku zapowiedziano odnowioną wersję Warcraft III wraz z dodatkiem The Frozen Throne, zatytułowaną Warcraft III: Reforged. Zawierała odnowione modele i grafiki, a premierę planowano na 2019 rok. Ostatecznie ogłoszono, że wydanie gry nastąpi 28 stycznia 2020 roku Mimo że grafika i udźwiękowienie zostały stworzone od nowa, Jeff Chamberlain, Vice President Blizzard Entertainment do spraw historii i marki, potwierdził, że tylko film wprowadzający został kompletnie odnowiony, zaś pozostałe filmy będą bazować na oryginalnym renderowaniu. Według producenta artystycznego Briana Souza i starszego producenta Pete’a Stillwella, Reforged zostanie nieco zmienione względem oryginału, aby dostosować niektóre elementy gry do tego, co pojawiło się w World of Warcraft, w tym plan miasta Stratholme z ikonicznej misji „The Culling”. Blizzard zatrudnił też pisarkę Christie Golden, znaną m.in. z opowiadań w świecie Warcrafta, aby połączyć wydarzenia z Warcraft III i World of Warcraft, zmieniając odpowiednio niektóre wydarzenia i zwiększając rolę postaci takich jak Jaina Proudmoore i Sylvanas Windrunner, które stoją na pierwszym planie w wydarzeniach z World of Warcraft. Stillwell oznajmił też, że rozgrywka w Reforged zostanie jeszcze bardziej zrównoważona i wszystkie zmiany w mechanice wersji odnowionej pojawią się też w aktualizacji oryginalnej wersji gry. Ponadto użytkownicy zwykłej wersji Warcraft III mogą grać razem z tymi, którzy zakupili Reforged.
Warcraft III: Reforged miało premierę 28 stycznia 2020 roku i spotkało się z chłodnym przyjęciem ze strony fanów, z powodu błędów w grze i niespełnionych oczekiwań.

## Odbiór
W serwisie Metacritic Warcraft III uzyskał 92 na 100 punktów, co oznacza poziom „powszechnego uznania”.
Większość krytyków chwaliło oprawę graficzną gry, zarówno pod względem modeli jednostek, jak i wyglądu świata, wyciągając wniosek, że seria z powodzeniem przeszła do świata 3D. Szczególnie doceniono przerywniki filmowe dla każdej z kampanii, które wielu krytyków uznało za najbardziej imponujący wyczyn w renderowaniu gier wideo. GameSpot uznało jednak, że modele prezentują się przeciętnie, gdy widać je w czasie scen fabularnych. Krytycy chwalili też prosty, ale za to czytelny i ułatwiający kontrolę nad jednostkami interfejs.
Ścieżka dźwiękowa gry spotkała się z ciepłym przyjęciem. Doceniono ją za to, że podkreślała nastrój wydarzeń i otoczenia, uwydatniając charakterystyczne dla poszczególnych frakcji akcenty. Motywem kampanii ludzi były heroiczne hymny, a w kampanii nocnych elfów urzekające melodie fletów. Recenzenci dostrzegli również, że wykonano efekty dźwiękowe dla każdej jednostki, realistyczne odgłosy walki i humorystyczne wypowiedzi poszczególnych postaci. Udźwiękowienie dialogów oceniono bardzo pozytywnie. Recenzenci Gamespot stwierdzili, że głosy postaci wyraziście podkreślają ich osobowość. IGN pochwaliło jakość większości z podkładanych głosów, uznając że tylko kilka wypadło gorzej.
Mimo że każda z dostępnych frakcji ma inne jednostki ze słabymi i mocnymi stronami, to zdaniem recenzentów żadna z nich nie odstawała od pozostałych pod względem użyteczności. GameSpot podkreśliło zalety mechaniki zmuszającej gracza do wczesnego wyruszenia na zwiad i jednoczesnego zarządzania bazą, co wyróżniało Warcraft III na tle innych strategii czasu rzeczywistego. Bohater, który na początku nie zdobywał doświadczenia nie radził sobie tak dobrze w późniejszej fazie gry. Mechaniki takie jak koszty utrzymania wojska i bohaterowie udostępniały więcej możliwości taktycznych niż kiedykolwiek wcześniej.
Liczne recenzje chwaliły kampanię fabularną o epickiej historii pozbawionej typowych stereotypów, prezentującej zróżnicowane strony konfliktu. Portal Gamecritics.com uznał, że Blizzard z powodzeniem nadał charakter historii z dwóch poprzednich części, poprzez zróżnicowanie każdej frakcji nadając im własne motywacje. W recenzji retrospekcyjnej opublikowanej w marcu 2018 roku Waypoint nazwało historię gry „jedną z najwspanialszych kampanii w historii gier”, szczególnie wyróżniając misję „The Culling” (pol. „Ubój”), w której gracz jest postawiony w sytuacji bez wyjścia i musi dokonać rzezi niewinnych ludzi zanim ci zmienią się w nieumarłych. Trzy lata wcześniej magazyn Vice nazwał „The Culling”, zdradę Arthasa na końcu kampanii ludzi i upadek Dalaranu trzema z najważniejszych momentów w historii Blizzard Entertainment.
Rozgrywka wieloosobowa również spotkała się z pozytywnym odzewem krytyków. GamePro stwierdziło, że rozgrywka dla wielu graczy w Warcraft III jest uzależniająca i stanowi rezultat długich, owocnych testów. Recenzenci podkreślili, że platforma Battle.net uczyniła grę przez Internet łatwiejszą niż kiedykolwiek do tej pory, a dzięki dobremu balansowi sił frakcji rozgrywka jest przyjemna i uczciwa.

### Sprzedaż
W ciągu miesiąca od premiery sprzedano ponad milion kopii Warcraft III. Tytuł stał się przez to najszybciej sprzedającą się grą na komputery osobiste, wyprzedzając przy tym Diablo II. W Stanach Zjednoczonych sprzedano milion kopii gry, generując zysk 49,4 miliona dolarów do sierpnia 2006 roku, czyniąc ją siódmą najlepiej sprzedającą się grą komputerową w latach 2000–2006. Warcraft III otrzymał „Złotą” nagrodę za sprzedaż od Entertainment and Leisure Software Publishers Association, wykazując poziom 200 tysięcy sprzedanych kopii na terenie Wielkiej Brytanii. We Francji do marca 2005 roku gra znalazła ponad 200 tysięcy nabywców.

### Wpływ na branżę gier komputerowych
Warcraft III spopularyzował fabularyzację strategii czasu rzeczywistego oraz zapoczątkował koncept jednostek bohaterskich w grach tego typu, czego przykładem jest gra Total War: Warhammer. Modyfikacje do gry utworzone za pomocą edytora map zainspirowały wiele powstałych później gier komputerowych. Defense of the Ancients przyczyniło się do powstania gatunku gier multiplayer online battle arena i doprowadziło do powstania kontynuacji Dota 2 oraz gier takich jak League of Legends.
Wiele postaci, lokacji i konceptów wprowadzonych w Warcraft III wykorzystano potem w kolejnej grze Blizzard Entertainment, World of Warcraft wydanej w 2004 roku. Również Hearthstone (2014) i Heroes of the Storm (2015) w znacznej mierze korzystały z elementów pochodzących z Warcraft III. W październiku 2018 roku strona Comic Book Resources umieściła na liście 25 najważniejszych postaci stworzonych przez Blizzard Entertainment cztery postacie, które po raz pierwszy pojawiły się w Warcraft III, w tym Illidana Stormrage’a i Jainę Proudmoore.
Warcraft III był dyscypliną e-sportową World Cyber Games w latach 2003–2013 i w roku 2019.